# El Salvador
El Salvador este cea mai mică țară și cea mai dens populată din America Centrală. Capitala și cel mai mare oraș este San Salvador. El Salvador se învecinează la sud și sud-vest cu Oceanul Pacific, la nord cu Guatemala, la est cu Honduras, iar la sud-est cu Golful Fonseca. Din 2009, populația statului El Salvador a ajuns la 5.744.113 locuitori, majoritatea fiind mestizos. Până în anul 2001 moneda oficială a fost colónul, dupǎ acest an fiind adoptat dolarul american, iar începând cu septembrie 2021 fiind adoptat Bitcoin. În prezent, statul El Salvador se află sub industrializare rapidă.

## Istorie

### Perioada Precolumbiană
În perioada precolumbiană, teritoriul a fost locuit de diverse populații nativ-americane, inclusiv Pipil, o populație de origine Nahuatl, care a ocupat regiunile centrale și vestice a teritoriului; Lenca s-a stabilit în partea de est a țării. Dar domeniul cel mai mare până la cucerirea spaniolă a regatului a fost Cuzcatlán.

### Dupǎ descoperirea Americii

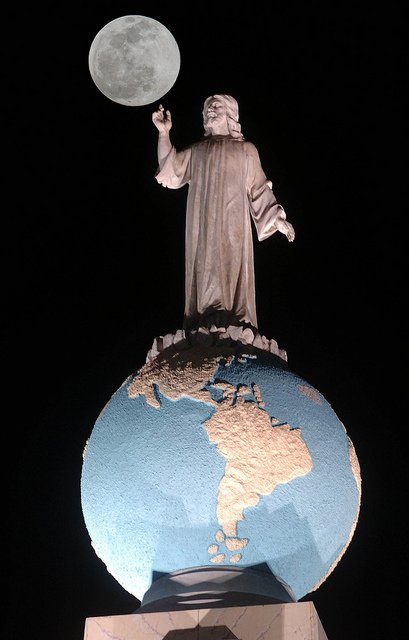

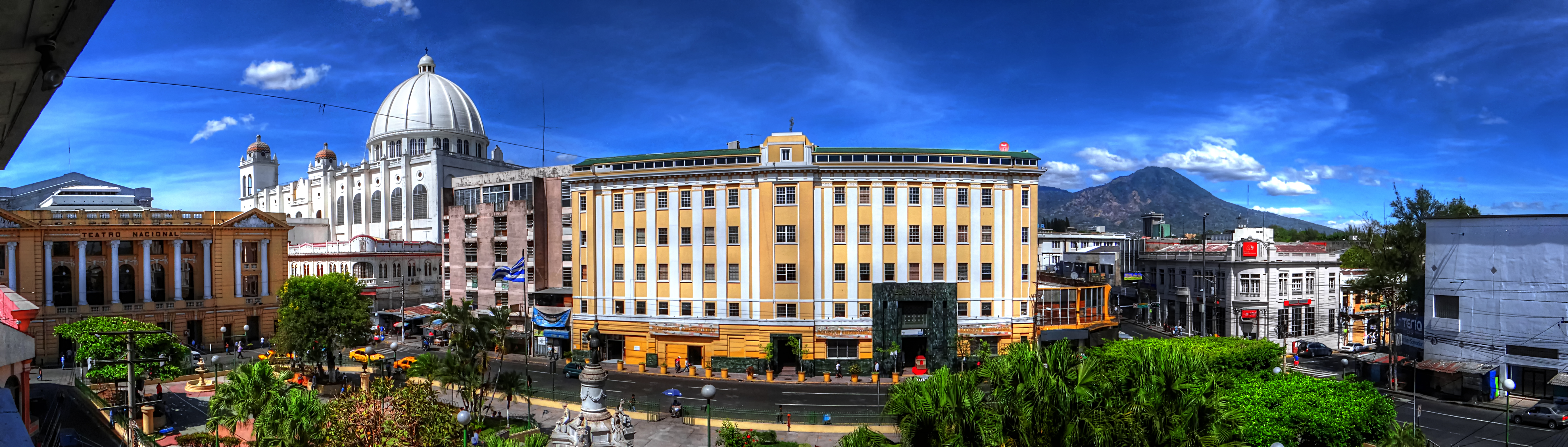

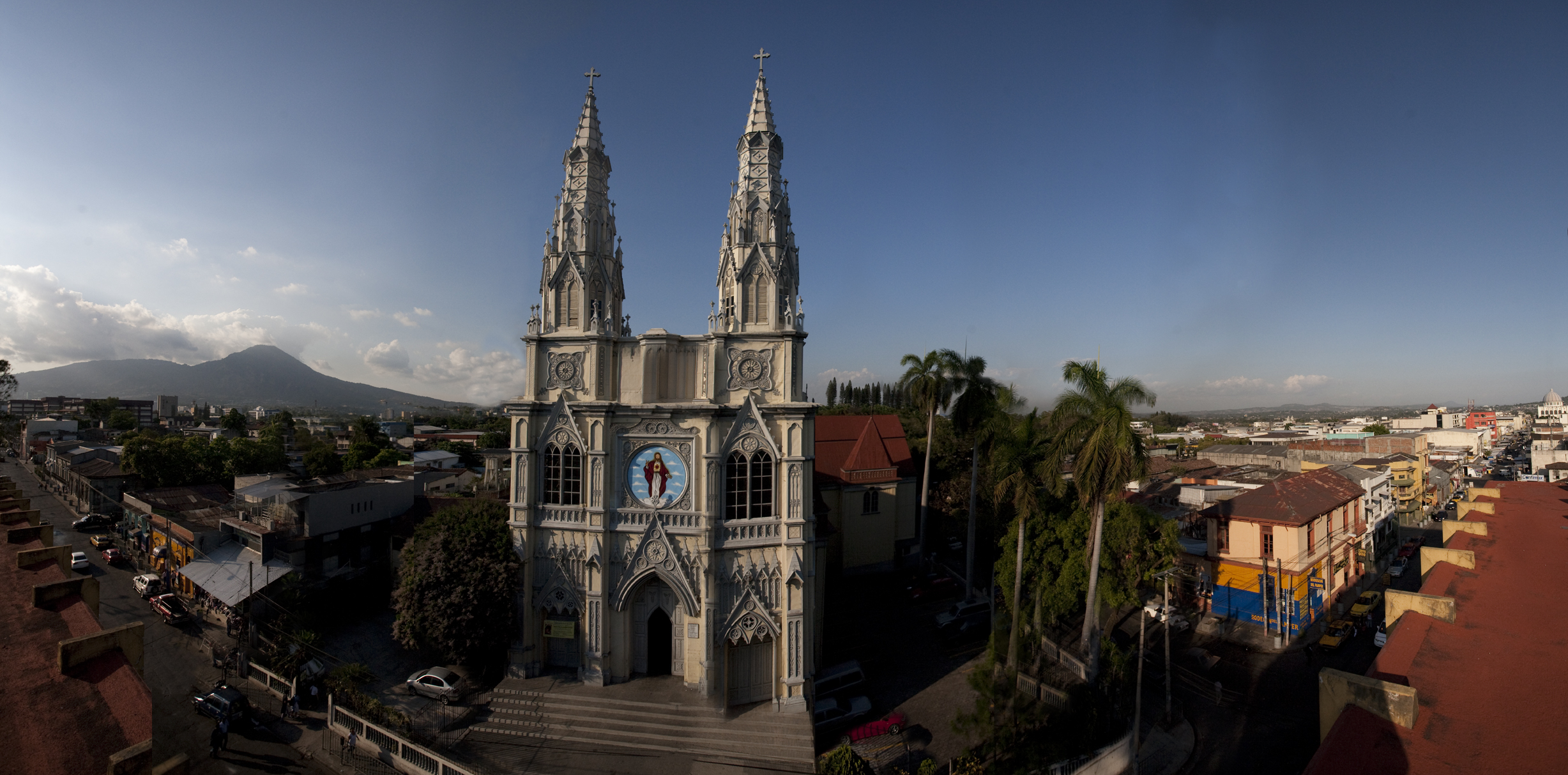

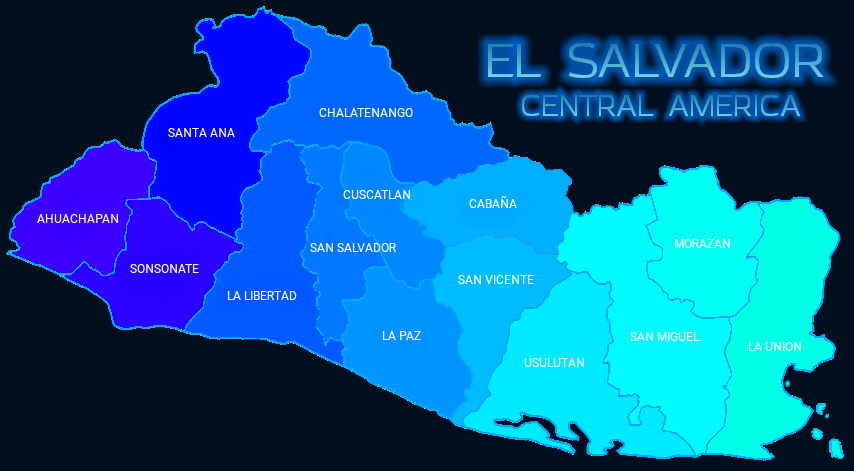
El Salvador

În 1520 populația indigenă a teritoriului a fost redusă cu 80% ca urmare a epidemiei de variolǎ, care a afectat zona mesoamericanǎ. Amiralul spaniol Andrés Niño a condus o expeditie în America Centrală și a debarcat pe insula Meanguera, pe care a numit-o Petronila, în Golful Fonseca, la 31 mai 1522. Ulterior, el a descoperit Golful Jiquilisco la gura de vǎrsare a râului Lempa. Aceasta a fost prima vizită cunoscutǎ de către spanioli la ceea ce este acum pe teritoriul acestei țǎri.

### Secolul al XX-lea
Anii 1980 au fost marcați de confruntarea sângeroasă între militanții Frontului Farabundo Martí, de stânga, și Junta Militară sprijinită de SUA. Lovitura militară de stat din 15 octombrie 1979 a fost urmată de represiune, teroare și asasinate organizate de „Escadroanele Morții”. Între primele victime ale acestora a fost arhiepiscopul de San Salvador, Oscar Romero. Asasinarea arhiepiscopului Romero în data de 24 martie 1980 a dus la escaladarea violențelor. Dictatura militară a propagat sloganul „Fii patriot, ucide un preot!” Chiar la înmormântarea lui Oscar Romero, la care au participat circa un milion de oameni, a avut loc un masacru în care și-au pierdut viața peste 40 de persoane. În războiul civil care a urmat și care a durat până în 1992 au murit peste 75.000 de persoane, dintre care 70.000 de civili.

## Geografie

### Date geografice

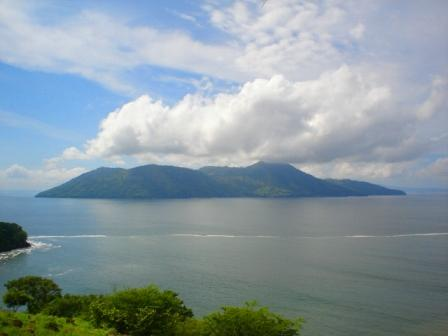
Insula Verde

El Salvador este situat în America Centrală, cu o suprafață totală de 21040 km². Este cea mai mică țară din America Centrală. Are 320 km² de apă în interiorul granițelor sale. Aceasta se află între latitudinile 13°-15° N și longitudinile 87°-91°W. El Salvador se învecinează cu Oceanul Pacific la sud și sud-vest, cu Guatemala la nord-nord-vest, și cu Honduras la nord-nord-est. În sud-est, Golful Fonseca separă El Salvador de Nicaragua. Cel mai înalt punct din țară este Cerro El Pital, cu o înălțime de 2730 m. El Salvador are o lungă istorie de cutremure distructive și erupții vulcanice. San Salvador a fost distrus în 1756 și 1854. Această țară a peste douăzeci de vulcani, deși numai doi dintre ei, San Miguel și Izalco, au fost activi în ultimii ani.

### Clima
El Salvador are un climat tropical cu anotimpuri pronunțate umede și uscate. Temperaturile variază în principal cu altitudinea și arată prea puține schimbări sezoniere. Zonele joase de pe malurile Pacificului sunt uniform calde; platoul central și zonele de munte sunt mult mai moderate.Sezonul ploios se extinde din mai până în octombrie; acest moment al anului este menționat ca "invierno" sau iarnă. Aproape toate precipitațiile anuale se produc în această perioadă, și ,în special în sud-cu care se confruntă pante de munte, poate ajunge la 2170 mm. Cel mai bun timp pentru a vizita El Salvador este la începutul sau la sfârșitul sezonului uscat. Precipitațiile în acest sezon, în general, provin de la sistemele de presiune scăzută formate deasupra Pacificului și, de obicei se încadrează în ploi dure de după-amiază. Uraganele, ocazional, se formează în Pacific, cu excepția notabilă a uraganului Mitch, care s-a format în Oceanul Atlantic și a traversat America Centrală.
Din noiembrie până în aprilie, aerul din Insulele Caraibe a pierdut cea mai mare parte din precipitațiile sale în timp ce trecerea peste munți în Honduras, această perioadă a anului este menționată ca Verano, sau de vară. În timp, acest aer ajunge în El Salvador uscat și cald. Cu toate acestea, în partea de nord-est extremă a țării în apropierea Cerro El Pital, zǎpada cade în timpul acestui sezon, precum și în timpul iernii din cauza unei cote foarte mari (este adesea menționată ca cea mai rece țară din zonǎ). Temperaturile de vară sunt calde, dar uscate în această perioadă (excluzând zonele de nord, mai muntoase, unde temperaturile sunt rǎcoroase).

### Floră și faună
Păduri tropicale cca. 30% din terit., cu lemn de esență prețioasă (abanos, mahon). Faună specifică savanei și pădurii tropicale.

## Resurse și economie
Economia bazată pe agricultură, cafea în special; bumbac; trestie de zahăr, banane, agrume, ananas, porumb, orz, susan, tutun. Exportă: cafea, bumbac, zahăr, lemn,mere, tutun, argume. Creșterea bovinelor. Ind. relativ diversificată: nu are resurse minerale; foarte mari resurse de electricitate: hidroenergie (hidrocentrale) și res. geotermale (centrale geotermice).

## Patrimoniu cultural
Situl arheologic de la Joya de Cerén a fost inclus în anul 1993 pe lista patrimoniului cultural mondial UNESCO.